# Jay Rumney
Jay Rumney (* 1905; † 1957) war ein britischer Soziologe und Kriminologe.
Nach dem Studium von Nationalökonomie, Geschichte und Soziologie an der University of London  (Promotion 1933) wurde Rumney 1940 in den USA Professor für Soziologie an der Rutgers University. Seine wissenschaftlichen Interessen galten Problemen der Urbanisierung, der Kriminalsoziologie und der Soziologie des Krieges. 

## Werke (Auswahl)
- Herbert Spencer's Sociology. Aldine Transaction Publ., New Brunswick, N.J. 2007, ISBN 978-0-202-36167-3 (Nachdr. d. Ausg. New York 1966).
- The Cost of Slums in Newark. Housing Authority, Newark 1946 (zusammen mit Sara Shuman).
- Probation and Social Adjustment. Greenwood Press, New York 1968 (zusammen mit Joseph P. Murphy; Nachdr. d. Ausg. New Brunswick 1952).
- Soziologie. Die Wissenschaft der Gesellschaft („Sociology. The Science of Society“). 2. Aufl. Nest-Verlag, Frankfurt/M. 1956 (zusammen mit Joseph Maier).

## Weblink
- Literatur von und über Jay Rumney im Katalog der Deutschen Nationalbibliothek

| Personendaten    | Personendaten                        |
| ---------------- | ------------------------------------ |
| NAME             | Rumney, Jay                          |
| KURZBESCHREIBUNG | britischer Soziologe und Kriminologe |
| GEBURTSDATUM     | 1905                                 |
| STERBEDATUM      | 1957                                 |